# Przybysławice (gmina Zielonki)
Przybysławice – wieś w Polsce położona w województwie małopolskim, w powiecie krakowskim, w gminie Zielonki.

Integralną częścią wsi jest miejscowość Chochoł.

## Położenie
Przybysławice położone są przy drodze wojewódzkiej nr 794 (Kraków – Skała), w południowo-wschodniej części Wyżyny Olkuskiej (341.32) należącej do makroregionu Wyżyna Krakowsko-Częstochowska (341.3), w podprowincji Wyżyna Śląsko-Krakowska (341). Wieś znajduje się ponadto w otulinie Ojcowskiego Parku Narodowego, z wyjątkiem niewielkiego fragmentu położonego na terenie Parku Krajobrazowego Dolinki Krakowskie oraz części północno-wschodniej miejscowości położonej w otulinie tegoż parku krajobrazowego.
Pod względem administracyjnym wieś zlokalizowana jest w województwie małopolskim, w powiecie krakowskim, w środkowej i północnej części gminy Zielonki, około 11 km w linii prostej na północ od centrum Krakowa. Graniczy z następującymi miejscowościami gminy:
- Brzozówka od północy,
- Owczary od północnego wschodu,
- Garliczka od wschodu,
- Januszowice od południa,
- Korzkiew od zachodu.

Biorąc pod uwagę powierzchnię wynoszącą około 224,3 ha Przybysławice są siódmą pod względem wielkości miejscowością gminy Zielonki, zajmującą około 4,62% jej obszaru.
Najwyżej położony obszar wsi znajduje się przy jej północnej granicy (wzdłuż ul. Polnej) na wysokości około 379 m n.p.m., najniższy na krańcach południowych, w miejscu w którym ul. Krakowska (droga nr 794) przecina granicę miejscowości, na wysokości około 275 m n.p.m.
W latach 1975–1998 miejscowość należała administracyjnie do województwa krakowskiego.

## Toponimia
Nazwa miejscowości należy do licznej w Małopolsce grupy nazw dzierżawczych utworzonych od imienia posiadacza lub założyciela osady lub nazw patronimicznych oznaczających mieszkańców wsi stanowiących potomstwo lub poddanych założyciela (Przybysława). Według badaczy miejscowości o tego typu nazwach były zakładane od połowy XIII wieku.

## Historia
Pierwsze wzmianki o Przybysławicach pojawiają się już w 1352 r., kiedy to właściciele Przybysławic – Jacek i Sieciej, sprzedali Janowi z Syrokomli Korzkiew. Nabył on górę korzkiewską wraz ze wszystkimi korzyściami i dochodami z niej płynącymi, pola wokół niej nad rzeką Bielnicą i Prądnikiem. W zamian Jan oddał łąkę w Giebułtowie oraz 80 grzywien groszy praskich i 48 grzywien innej monety. Transakcja ta została zatwierdzona przez króla Kazimierza Wielkiego. W 1388 r. słychać o burgrabiach, powoływanych z okolicznych rycerzy. Jeden z nich, Świętek (albo Świętosław, zabity w 1431 r.) był bratem Hanka z Owczar i Przybysława z Przybysławic.
Jak pisze w swej książce „Zamek w Korzkwi i jego właściciele” Paweł Szczaniecki: „w roku 1352 Korzkiew oderwana była od Przybysławic i pozostały niejasności”. Czytamy, że w 1394 r. „Przybek z Przybysławic (graniczących z Korzkwią) pozyskuje poprzez przysięgę na Zaklice, gaje i zarośla zwane Stronie, powyżej młyna położonego nad Prądnikiem”. Obecnie miejscowość ta nazywa się Prądnikiem Korzkiewskim. Ale nie koniec na tym, bo spory sąsiedzkie trwają jeszcze: W roku 1449 Stanisław z Korzkwi ustępuje wieczyście Katarzynie, wdowie po Przybysławie, gaj zwany Olsze, położony pod Przybysławicami". Przy sposobności należy zwrócić uwagę, że puszcza koło Korzkwi była już przerzedzona!"
W XV w. Przybysławice należą do Stanisława Oraczewskiego herbu Szreniawa. Rodzina Oraczewskich związana będzie z Przybysławicami do końca XVIII w. Ten możny ród małopolski posiadał majątki w wielu miejscowościach, ale przedstawiciele tej gałęzi Oraczewskich pisali się „z Przybysławic”.
Dokumenty odnotowują fakt, że w 1629 r. Przybysławice należały do Aleksandra Ługowskiego. Odziedziczył po ojcu cały majątek i został jednym z zamożniejszych właścicieli ziemskich w województwie krakowskim. Co prawda wsie Ługowskiego nie były wielkie, wszystkie razem obejmowały 50 łanów, ale w 1636 posiadłości te powiększyły się jeszcze o część leżącego w pobliżu Korzkwi Giebułtowa, a na jesieni 1639 r. Ługowski zyskał starostwo lelowskie, powiększając majątek o dalsze 40 łanów. Uzyskanie starostwa lelowskiego było jednocześnie szczytowym momentem, gdy chodzi o jego karierę.
W XVIII w. Przybysławice były własnością wojewody bracławskiego – Michała Jordana Wieś należała do tzw. klucza korzkiewskiego który obejmował zamek, Biały Kościół, Januszowice, Grębynice, Maszyce, Brzozówkę, Promnik Górny i Dolny oraz szabelnię, nożownię i papiernię. Oprócz tego do wojewody bracławskiego należał piękny majątek, a Michał Jordan dostąpił wkrótce godności senatorskiej. Był łowczym koronnym, mianowanym w 1704 r. przez Augusta II Mocnego. W 1710 r. król dał Michałowi Jordanowi województwo bracławskie, w 1718 obojgu małżonkom nadał znaczne dobra i starostwo ostrołęckie. Podobno sam król August II Mocny gościł na korzkiewskim zamku w czasie swoich polowań. W 1741 r. w spadku po wojewodzie majątek odziedziczył jego syn, Adam. Obejmował on Korzkiew, Biały Kościół, wieś Januszowice z folwarkiem i foluszem, wieś Przybysławice z folwarkiem, wieś Grębynice z folwarkiem, wieś Maszyce z folwarkiem, wieś Prądnik Górny i Dolny z oficynami, szabelnią i papiernią oraz wieś Brzozówkę z folwarkami.
Pod koniec XVIII w. właścicielami klucza folwarków, do których należały Korzkiew, Biały Kościół, Brzozówka, Garliczka, Grębynice, Januszowice, Maszyce, Prądnik (parafia Korzkiew) i Przybysławice stali się Wodziccy. W XIX w. klucz korzkiewski stanowił własność doktorostwa Sedlmayerów. Angielski park w Korzkwi ocieniał parterowy dwór, a za potokiem urządzono folwark i gorzelnię. Klucz korzkiewski obejmował nadto folwarki w Grębynicach, Przybysławicach i Brzozówce – w sumie było to 1711 morgów, które uległy parcelacji po 1890 roku.
Początkowo Przybysławice należały do parafii w Giebułtowie, a od XVI w. do nowo powstałej parafii korzkiewskiej. Opis parafii w Korzkwi z 1883 r., wspomina, że rozciągała się ona na 11 wsi. Były to Brzozówka, Garlica Duchowna, Górna Wieś, Grębynice, Januszowice, Korzkiew, Narama, Owczary, Prądnik Korzkiewski, Przybysławice i Wola Zachariaszowska. W 1877 r. liczono 1987 katolików i 11 żydów, a w 1883 r. liczba katolików w parafii korzkiewskiej wzrosła do 2053 osób. W okresie rozbiorów Przybysławice należały do zaboru rosyjskiego. Wielu mieszkańców wsi służyło w carskiej armii. W czasie I wojny światowej walczyli po przeciwnej stronie, niż ich krewni z pobliskich wsi należących do zaboru austriackiego. W Przybysławicach stacjonowali carscy oficerowie. Według relacji mieszkańców Przybysławic – „w środku wsi, przy tej drodze do Wolbromia, była zbiorowa mogiła powstańców powstania styczniowego. Władze carskie nie pozwalały stawiać krzyży przy drogach a szczególnie przy grobach albo mogiłach, toteż tamtejsi gospodarze potajemnie wykonali masywny krzyż dębowy i pod ukryciem nocy postawili go na mogile, ogrodzili go drewnianym płotkiem i posadzili wokół kilka drzew liściastych.”
Po odzyskaniu niepodległości, w okresie II Rzeczypospolitej Przybysławice należały do gminy Cianowice, powiatu olkuskiego, województwa kieleckiego. Ówczesne granice administracyjne nosiły piętno rozbiorowych podziałów Polski. W okresie II wojny światowej wielu mieszkańców wsi służyło w szeregach Armii Krajowej.
W pierwszych latach po zakończeniu II wojny światowej w Przybysławicach wybudowano dom ludowy, w którym działała spółdzielnia „Wspólnota”. Znalazła się tam również sala ze sceną teatralną. W 1947 r., z inicjatywy dwóch przybysławiczan: Mariana Dulińskiego oraz Stanisława Łudzika rozpoczął działalność amatorski teatr, którego repertuar cieszył się dużą popularnością mieszkańców okolicznych wsi. Atmosferę tamtych lat dobrze oddaje wiersz Stanisława Łudzika pod tytułem „Kuplety przybysławskie”.
W ramach rozbudowy budynku wielofunkcyjnego, w latach 2003–2005 wykonano m.in. otwarty stan surowy obiektu dobudowywanego do istniejącego budynku. 5 sierpnia 2006 r., oddano do użytku nowoczesny obiekt przeznaczony na cele kulturalne z biblioteką, czytelnią, kawiarenką internetową oraz klimatyzowaną, wielofunkcyjną salą przeznaczoną na imprezy kulturalne. Koszt modernizacji wyniósł 851 760 zł, w tym 388 326 zł ze środków Unii Europejskiej.
W 2013 roku wprowadzono w Przybysławicach nazwy ulic. Główna droga przebiegająca przez wieś (droga wojewódzka 794) nosi nazwę ulicy Krakowskiej.

## Demografia
Liczba mieszkańców Przybysławic podwoiła się w okresie dwudziestu lat, osiągając poziom 700 osób w roku 2018.
Źródła danych oraz rodzaje (nazwy) i terminy spisów, jeśli dostępne:
- 1787[16];
- 1789[16] – Lustracja dymów i podanie ludności;
- 1808[17] – Spis wojskowy ludności Galicji (dane niepewne ze względu na obecność w spisie 4 wsi o tej nazwie);
- 1921[18] – Pierwszy Powszechny Spis Ludności – dane na 30. września, łącznie dla Brzozówki Korzkiewskiej i Owczarskiej;
- 1988[19] – Narodowy Spis Powszechny 1988 – dane na 6. grudnia;
- 2002[19] – Narodowy Spis Powszechny Ludności i Mieszkań 2002 – dane na 20. maja;
- 2003, 2004 i 2006[20] oraz 2009–2024[1] – dane własne Urzędu gminy Zielonki na 31. grudnia danego roku.

## Kultura
W Przybysławicach (do września 2006 r. w Korzkwi) działa filia biblioteki publicznej w Zielonkach. Filia w Przybysławicach powróciła do nowego, nowoczesnego lokalu w nowo wybudowanym budynku wiejskim, posiada 4 stanowiska komputerowe.

## Turystyka
W Przybysławicach bierze początek szlak niebieski, nadający się również do turystyki rowerowej. Wiedzie on przez Korzkiew, Grębynice, Prądnik Korzkiewski, Dolinę Kluczwody, Bramę Bolechowicką, Bolechowice, Zabierzów, Las Zabierzowski, Dolinę Mnikowską. Kończy się w Mnikowie. Łączna jego długość wynosi 31,7 km.
W centrum wsi znajduje się krzyż przydrożny z 1913 roku.

## Osoby związane z Przybysławicami
- Feliks Oraczewski

### Tranzyt
Przybysławice leżą przy drodze wojewódzkiej nr 794.

### Transport
Linia autobusowa MPK nr 337 zapewnia połączenie z Krakowem.